# Basílica Saint-Just de Valcabrère
La basílica Saint-Just de Valcabrère es un edificio de estilo románico de los siglos XII y XII. Se encuentra en la comuna francesa de Valcabrère, en Comminges, a 17 km al suroeste de Saint-Gaudens, en Francia.
Está clasificada monumento histórico de Francia desde el año 1840 y, bajo el título «Caminos de Santiago de Compostela en Francia», inscrita al Patrimonio de la Humanidad de la Unesco desde 1998.

## Historia
Excavaciones arqueológicas y hallazgos han demostrado que el sitio fue ocupado desde la antigüedad, como demuestra un sarcófago del siglo IV, entre otros. Situada a un kilómetro al este de la catedral de Nuestra Señora de Saint Bertrand de Comminges, la primera mención a la basílica se encuentra en el Livre des Miracles de saint Bertrand, lo que sugiere la presencia del edificio desde época romana. La basílica más contemporánea fue construida entre los siglos XI y XII, en 1200 por el obispo Raymond Arnaud Labarthe.

## Arquitectura

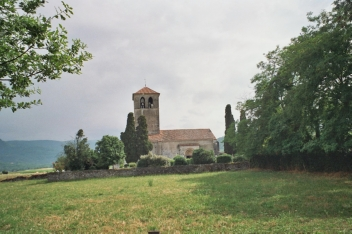
Vista en el entorno

La portalada está coronada por un tímpano donde se puede ver a Cristo sentado, bendiciendo y con un libro en la mano izquierda. Está rodeado por una mandorla donde aparecen San Marcos y San Juan; rodeados por otros dos evangelistas Mateo y Lucas y coronados por dos ángeles. A cada lado del portal hay estatuas esculpidas que representan a san Esteban, San Justo y San Pastor, y Santa Elena. Encima de cada estatua se encuentran sendos capiteles que narran el martirio de los cuatro santos.
La cabecera está formada por el ábside central, con techo inclinado, y dos ábsides dispuestos en una planta poligonal con contrafuertes.
La nave se divide en cuatro secciones. El coro es de medio punto, los ábsides se comunican con el coro a través de una pequeña puerta y una ventana. Las columnas y capiteles de la nave, ábside y capillas han sido rehabilitadas.